# Sončnica navadna
Sončnica navadna je knjižni roman Iva Zormana iz leta 1974. Govori o razpadajoči moralni tradiciji meščanske družine ter zapleti med starim in mladim rodom.

## Zgodba
V hiši na Adamovi ulici živi Ana Garzia s sinom Erikom. Erik je domov pripeljal dekle Barbaro, ki pa Ani Garzii že od začetka ni bila všeč, saj je menila, da bo v hišo prinesla nesrečo, a Erik se za mamine besede ni zmenil. Barbara je bila umetnica, izdelovala je glinene vaze, ki jih je prodajala na Starem trgu, na katerega pa Ana Garzia ni imela lepih spominov, saj jo je tam mož Jakob prevaral s prodajalko Jovito, ki mu je rodila otroka, Erikovega polbrata Jakoba Juga oz. Joka. Ana Garzia, Jakob, Jovita in njena mati so sklenili, da Jovita in Jugovka, kot so pravili materi, očetovstva ne bosta omenjali. Ana Garzia je s Starega trga odhajala v prepričanju, da je Stari trg vir greha in da ji nikoli več ne bo treba stopiti v katero od hiš.
Barbara je v eni izmed prodajaln na Starem trgu srečala Joka, saj so mu bile njene vaze všeč, njej pa njegove slike, ki pa so bile večinoma ponaredki. Z Erikom sta se odločila nekaj slik tudi kupiti in jih obesiti v stanovanju. Joka in njegovo ženo Marjo sta povabila na večerjo, kar je v Ani Garzii vzbudilo grozen občutek, saj je edina vedela, da je Jok Erikov polbrat. Ob njunem obisku se je zatekla v vogalno sobo na severu. Mladi so se v spodnjem nadstropju zabavali in se zmenili za ponovna srečanja v Gorjah, kjer je Marji oče zapustil vikend. Ob odhodu Marje in Joka iz Erikove hiše je Ana Garzia skozi okno opazila, kako sta se Barbara in Jok držala za roke. S tem so se uresničile zle slutnje Ane Garzie, da Barbara možu ne bo zvesta.
Med Barbaro in Jokom je vzklila romanca. Ko je bil Erik na potovanju v Skandinaviji, je Barbara z Jokom pogosto zahajala v Gorje, kjer sta se predajala strastem. Barbara je zanosila, a za nosečnost ni povedala ne Joku, še manj pa Eriku. Jok je za njeno nosečnost izvedel od Jugovke, ko jo je obiskal v domu za ostarele. Povedala mu je, da je Baumanov. Ko se je peljal proti domu, je govoril sam s sabo: „Malo sem si sposodil tvojo ženo, bratec. Saj ostane v družini, kajne? Bi tudi ti rad Marjo za kak večer?“ Jok je v prometni nesreči izgubil življenje, vendar Barbara ob njegovi smrti ni kazala pretirane žalosti, ker ga je nekega dne v gostilni zalotila s plavolasko in njune romance je bilo konec.
Barbara je možu povedala za nosečnost in Erik je bil prepričan, da je otrok njegov. Tudi mati mu resnice ni razkrila, saj je menila, da bi ga to potrlo. Barbara in Erik sta srečno zaživela, zamenjala sta staro pohištvo, na katerega je bila Ana Garzia močno navezana. Po prenovi je trdila, da hiša v Adamovi ulici ni več njena in tudi rod, ki prihaja, ne bo Cagliarijev. Zdaj je še več časa preživela odmaknjena v sobi na severnem vogalu. 
„Kar grozljivo je, kako malo je včasih potrebno za srečo. Ena sama laž.” 

## Literarna kritika/zgodovina
"Družinska kronika, kot lahko označimo roman Sončnica navadna Iva Zormana, obsega v svoji retrospektivni pripovedi s spreminjanjem pripovednih perspektiv in pripovedovalcev, diahron presek propadanja meščanstva in njegove (samo)zavesti o sebi. Kronika družine pokojnega trgovca Cagliarija, hčerke Ane Garzie in Franice ter sina Erika, ob njih pa rodu zeta Jakoba Baumana, zakonskih in nezakonskih potomcev, omogoča že v zgradbeni zasnovi izoblikovano individualizacijo likov z ustreznimi ideološkimi, miselnimi in karakternimi potezami, ki so v pisateljevem izpovednem hotenju vtkane v razvoj sveta. Zavest malomeščanske, trgovske premožnosti, z moralno in socialno predestinacijo, iz katere nam Ana Garzia v svojih retrospektivnih meditacijah lušči njeno globljo strukturo, se v svojem obsojajočem in obvarujočem prebujanju s tokom pripovedi ruši v samoobtožbo in kritiko."  
"Sončnica navadna je posredna sodba meščanskemu sloju družbe, ki skriva za socialno trdnostjo in solidno fasado preračunljivo manipulativni, moralno izprijen karakter." 
"Kar daje celoti komunikativnost, je dovolj spretno razvijajoče se meditiranje obeh osrednjih ženskih protagonistk, nad katero se dviga avtorjeva vsevedna, vseobvladujoča perspektiva. Ta se ob potrebnih sekvencah premakne v zavest ene ali druge ženske, jo zasleduje v mislih in dejanjih, jo vodi in hkrati sledi v detektivsko razkrivanje celote. Pri tem se dela avtor nevednega, kot da bi bila njegova prisotnost naključna." (Zlobec)